# Prem'er-Liga 2015-2016
La Prem'er-Liga 2015-2016 è stata la ventiquattresima edizione della massima serie del campionato russo di calcio dopo la dissoluzione dell'Unione Sovietica e la tredicesima edizione sotto l'attuale denominazione. La stagione è iniziata il 17 luglio 2015 e si è conclusa il 21 maggio 2016. Lo Zenit San Pietroburgo era la squadra campione in carica, avendo vinto il campionato per la quarta volta nella sua storia nella precedente edizione. Il campionato è stato vinto dal CSKA Mosca. Capocannoniere del torneo è stato Fëdor Smolov, calciatore del Krasnodar, con 20 reti.

## Stagione

### Novità
Dalla Prem'er-Liga 2014-2015 sono state retrocesse in PFN Ligi la Torpedo Mosca e l'Arsenal Tula. Dalla PFN Ligi 2014-2015 sono stati promossi l'Anži e il Kryl'ja Sovetov Samara.

### Formula
Le sedici squadre partecipanti si sono affrontate in un girone all'italiana con partite di andata e ritorno per un totale di 30 giornate. La prima classificata al termine della stagione regolare era designata campione di Russia e ammessa alla fase a gironi della UEFA Champions League 2016-2017. La seconda classificata veniva ammessa al terzo turno di qualificazione della UEFA Champions League. Le squadre terza e quarta classificate venivano ammessa in UEFA Europa League 2016-2017, direttamente al terzo turno di qualificazione, assieme alla vincitrice della Coppa di Russia, ammessa direttamente alla fase a gironi. Le ultime due classificate erano retrocesse in Pervenstvo Futbol'noj Nacional'noj Ligi, mentre tredicesima e quattordicesima classificate venivano ammesse agli spareggi promozione/retrocessione contro terza e quarta classificate della PFN Ligi per due posti in massima serie.

## Squadre partecipanti
| Club                   | Stagione | Città           | Stadio                                | Stagione 2014-2015        |
| ---------------------- | -------- | --------------- | ------------------------------------- | ------------------------- |
| Amkar Perm'            | dettagli | Perm'           | Stadio Zvezda                         | 11º posto in Prem'er-Liga |
| Anži                   | dettagli | Machačkala      | Anži-Arena                            | 1º posto in PFN Ligi      |
| CSKA Mosca             | dettagli | Mosca           | Arena Chimki                          | 2º posto in Prem'er-Liga  |
| Dinamo Mosca           | dettagli | Mosca           | Arena Chimki                          | 4º posto in Prem'er-Liga  |
| Krasnodar              | dettagli | Krasnodar       | Stadio Kuban'                         | 3º posto in Prem'er-Liga  |
| Kryl'ja Sovetov Samara | dettagli | Samara          | Stadio Metallurg (Samara)             | 2º posto in PFN Ligi      |
| Kuban'                 | dettagli | Krasnodar       | Stadio Kuban'                         | 10º posto in Prem'er-Liga |
| Lokomotiv Mosca        | dettagli | Mosca           | Stadio Lokomotiv                      | 7º posto in Prem'er-Liga  |
| Mordovija              | dettagli | Saransk         | Start Stadion                         | 8º posto in Prem'er-Liga  |
| Rostov                 | dettagli | Rostov sul Don  | Stadio Olimp-2                        | 14º posto in Prem'er-Liga |
| Rubin                  | dettagli | Kazan'          | Stadio Centrale di Kazan' Kazan Arena | 5º posto in Prem'er-Liga  |
| Spartak Mosca          | dettagli | Mosca           | Otkrytie Arena                        | 6º posto in Prem'er-Liga  |
| Terek Groznyj          | dettagli | Groznyj         | Achmat-Arena                          | 9º posto in Prem'er-Liga  |
| Ufa                    | dettagli | Ufa             | Stadio Neftjanik                      | 12º posto in Prem'er-Liga |
| Ural                   | dettagli | Ekaterinburg    | SKB-Bank Arena                        | 13º posto in Prem'er-Liga |
| Zenit San Pietroburgo  | dettagli | San Pietroburgo | Stadio Petrovskij                     | Campione di Russia        |

## Allenatori
| Club                   | Allenatore           | In carica dal                        |
| ---------------------- | -------------------- | ------------------------------------ |
| Amkar Perm'            | Gadži Gadžiev        | 27 febbraio 2015                     |
| Anži                   | Jurij Sëmin          | 14 luglio 2015 al 29 settembre 2015  |
| Anži                   | Ruslan Agalarov      | 29 settembre 2015                    |
| CSKA Mosca             | Leonid Sluckij       | 28 ottobre 2009                      |
| Dinamo Mosca           | Andrej Kobelev       | 17 luglio 2015                       |
| Krasnodar              | Oleg Kononov         | 15 agosto 2013                       |
| Kryl'ja Sovetov Samara | Franky Vercauteren   | 23 giugno 2014                       |
| Kuban'                 | Dmitrij Chochlov     | 13 luglio 2015 al 16 settembre 2015  |
| Kuban'                 | Sergei Tašuev        | 17 settembre 2015                    |
| Lokomotiv Mosca        | Igor' Čerevčenko     | 7 marzo 2008                         |
| Mordovija              | Andrej Gordeev       | 14 luglio 2015                       |
| Rostov                 | Gurban Berdiýew      | 5 febbraio 2015                      |
| Rubin Kazan'           | Rinat Biljaletdinov  | 12 febbraio 2014 al 4 settembre 2015 |
| Rubin Kazan'           | Valerij Čalij        | 10 settembre 2015                    |
| Spartak Mosca          | Dmitrij Aleničev     | 10 luglio 2015                       |
| Terek Groznyj          | Rašid Rachimov       | 8 novembre 2013                      |
| Ufa                    | Igor' Kolyvanov      | 6 luglio 2012 al 21 ottobre 2015     |
| Ufa                    | Evgenij Perevertajlo | 22 ottobre 2015                      |
| Ural                   | Viktar Hančarėnka    | 15 luglio 2015 al 1º settembre 2015  |
| Ural                   | Vadzim Skrypčanka    | 3 settembre 2015                     |
| Zenit San Pietroburgo  | André Villas-Boas    | 24 marzo 2013                        |

## Classifica finale
Fonte: sito ufficiale
|  | Pos. | Squadra                | Pt | G  | V  | N  | P  | GF | GS | DR  |
|  | ---- | ---------------------- | -- | -- | -- | -- | -- | -- | -- | --- |
|  | 1.   | CSKA Mosca             | 65 | 30 | 20 | 5  | 5  | 51 | 25 | +26 |
|  | 2.   | Rostov                 | 63 | 30 | 19 | 6  | 5  | 41 | 20 | +21 |
|  | 3.   | Zenit San Pietroburgo  | 59 | 30 | 17 | 8  | 5  | 61 | 32 | +29 |
|  | 4.   | Krasnodar              | 56 | 30 | 16 | 8  | 6  | 54 | 25 | +29 |
|  | 5.   | Spartak Mosca          | 50 | 30 | 15 | 5  | 10 | 48 | 39 | +9  |
|  | 6.   | Lokomotiv Mosca        | 50 | 30 | 14 | 8  | 8  | 43 | 33 | +10 |
|  | 7.   | Terek Groznyj          | 44 | 30 | 11 | 11 | 8  | 35 | 30 | +5  |
|  | 8.   | Ural                   | 39 | 30 | 10 | 9  | 11 | 39 | 46 | -7  |
|  | 9.   | Kryl'ja Sovetov Samara | 35 | 30 | 9  | 8  | 13 | 19 | 31 | -12 |
|  | 10.  | Rubin                  | 33 | 30 | 9  | 6  | 15 | 33 | 39 | -6  |
|  | 11.  | Amkar Perm'            | 31 | 30 | 7  | 10 | 13 | 22 | 33 | -11 |
|  | 12.  | Ufa                    | 27 | 30 | 6  | 9  | 15 | 25 | 44 | -19 |
|  | 13.  | Anži                   | 26 | 30 | 6  | 8  | 16 | 28 | 50 | -22 |
|  | 14.  | Kuban'                 | 26 | 30 | 5  | 11 | 14 | 34 | 44 | -10 |
|  | 15.  | Dinamo Mosca           | 25 | 30 | 5  | 10 | 15 | 25 | 47 | -22 |
|  | 16.  | Mordovija              | 24 | 30 | 4  | 12 | 14 | 30 | 50 | -20 |

Legenda:
      Campione di Russia e ammessa alla UEFA Champions League 2016-2017.
      Ammessa alla UEFA Champions League 2016-2017.
      Ammessa alla UEFA Europa League 2016-2017.
 Ammessa ai play-off promozione/retrocessione.
      Retrocesse in PFN Ligi 2016-2017.
Note:
Tre punti a vittoria, uno a pareggio, zero a sconfitta.
La classifica viene stilata secondo i seguenti criteri:
- Punti conquistati
- Partite vinte
- Punti conquistati negli scontri diretti
- Partite vinte negli scontri diretti
- Differenza reti negli scontri diretti
- Reti realizzate in trasferta negli scontri diretti
- Differenza reti generale
- Reti totali realizzate
- Reti totali realizzate in trasferta

## Risultati

### Tabellone
Fonte: sito ufficiale
|                       | Amk  | Anž  | CSK  | DiM  | Kra  | Kry  | Kub  | LoM  | Mor  | Ros  | Rub  | SpM  | Ter  | Ufa  | Ura  | Zen  |
| --------------------- | ---- | ---- | ---- | ---- | ---- | ---- | ---- | ---- | ---- | ---- | ---- | ---- | ---- | ---- | ---- | ---- |
| Amkar Perm'           | –––– | 1-1  | 2-0  | 1-1  | 0-1  | 1-0  | 1-1  | 0-1  | 2-1  | 0-0  | 1-2  | 1-3  | 1-0  | 1-0  | 1-1  | 0-2  |
| Anži                  | 0-1  | –––– | 1-1  | 2-3  | 2-2  | 0-1  | 1-0  | 1-3  | 3-0  | 0-0  | 1-2  | 0-4  | 0-2  | 1-1  | 1-1  | 0-1  |
| CSKA Mosca            | 2-0  | 1-0  | –––– | 1-0  | 2-0  | 0-2  | 2-0  | 1-1  | 7-1  | 2-1  | 1-0  | 1-0  | 1-0  | 2-0  | 3-2  | 2-2  |
| Dinamo Mosca          | 0-0  | 1-2  | 0-2  | –––– | 1-4  | 0-1  | 2-1  | 2-2  | 2-2  | 1-3  | 0-0  | 2-3  | 0-1  | 2-0  | 1-0  | 0-3  |
| Krasnodar             | 1-0  | 3-0  | 2-1  | 4-0  | –––– | 3-0  | 1-1  | 1-2  | 0-0  | 2-1  | 2-1  | 0-1  | 1-1  | 4-0  | 6-0  | 0-0  |
| Kryl'ja Sovetov       | 0-0  | 0-0  | 0-2  | 0-0  | 0-4  | –––– | 3-0  | 0-0  | 1-0  | 0-1  | 1-1  | 0-2  | 0-2  | 1-0  | 1-1  | 0-2  |
| Kuban'                | 1-1  | 1-1  | 0-1  | 1-0  | 2-3  | 2-0  | –––– | 6-2  | 1-2  | 0-1  | 0-1  | 3-0  | 2-2  | 1-1  | 0-2  | 2-2  |
| Lokomotiv Mosca       | 3-0  | 0-2  | 1-1  | 1-1  | 2-1  | 2-0  | 0-1  | –––– | 3-0  | 0-2  | 1-0  | 0-2  | 0-0  | 2-0  | 2-2  | 2-0  |
| Mordovija             | 1-1  | 4-0  | 4-6  | 1-1  | 0-1  | 1-2  | 1-1  | 0-1  | –––– | 2-1  | 2-1  | 0-1  | 0-0  | 0-1  | 1-1  | 0-3  |
| Rostov                | 1-0  | 1-0  | 2-0  | 1-0  | 0-0  | 1-1  | 2-1  | 2-1  | 3-2  | –––– | 1-0  | 2-0  | 1-1  | 1-1  | 1-0  | 3-0  |
| Rubin Kazan'          | 0-2  | 1-2  | 0-1  | 4-1  | 1-1  | 2-0  | 1-0  | 3-1  | 1-1  | 0-3  | –––– | 2-2  | 0-1  | 3-1  | 1-2  | 1-3  |
| Spartak Mosca         | 2-1  | 1-2  | 1-2  | 3-0  | 3-2  | 1-0  | 2-2  | 1-2  | 2-2  | 1-0  | 1-0  | –––– | 3-0  | 2-2  | 0-1  | 2-2  |
| Terek Groznyj         | 2-0  | 3-2  | 0-0  | 1-1  | 0-1  | 0-1  | 1-1  | 2-1  | 0-0  | 0-2  | 2-1  | 2-1  | –––– | 4-1  | 1-1  | 4-1  |
| Ufa                   | 2-1  | 2-0  | 1-3  | 0-1  | 1-1  | 1-0  | 2-2  | 0-3  | 1-1  | 1-2  | 1-1  | 3-1  | 1-0  | –––– | 0-1  | 0-1  |
| Ural                  | 3-1  | 4-2  | 0-3  | 1-1  | 3-1  | 1-1  | 2-0  | 1-3  | 3-1  | 1-2  | 0-1  | 0-1  | 3-3  | 1-0  | –––– | 1-4  |
| Zenit San Pietroburgo | 1-1  | 5-1  | 3-0  | 2-1  | 0-2  | 1-1  | 1-3  | 4-1  | 0-0  | 3-0  | 4-2  | 5-2  | 3-0  | 1-1  | 3-0  | –––– |

## Spareggi promozione-retrocessione
|                    | Risultati |                    | Luogo e data               |
| ------------------ | --------- | ------------------ | -------------------------- |
| Volgar' Astrachan' | 0 - 1     | Anži               | Astrachan', 24 maggio 2016 |
| Anži               | 2 - 0     | Volgar' Astrachan' | Kaspijsk, 27 maggio 2016   |
|                    |           |                    |                            |
| Kuban'             | 1 - 0     | Tom' Tomsk         | Krasnodar, 24 maggio 2016  |
| Tom' Tomsk         | 2 - 0     | Kuban'             | Tomsk, 27 maggio 2016      |
|                    |           |                    |                            |

## Statistiche

### Classifica marcatori
| Gol |  |  | Giocatore          | Squadra                         |
| --- |  |  | ------------------ | ------------------------------- |
| 20  |  |  | Fëdor Smolov       | Krasnodar                       |
| 18  |  |  | Quincy Promes      | Spartak Mosca                   |
| 17  |  |  | Hulk               | Zenit San Pietroburgo           |
| 15  |  |  | Artëm Dzjuba       | Zenit San Pietroburgo           |
| 13  |  |  | Ahmed Musa         | CSKA Mosca                      |
| 10  |  |  | Evgenij Lucenko    | Mordovija                       |
| 10  |  |  | Pavel Mamaev       | Krasnodar                       |
| 10  |  |  | Lorenzo Melgarejo  | Kuban'                          |
| 9   |  |  | Sardar Azmoun      | Rostov                          |
| 9   |  |  | Yannick Boli       | Anži                            |
| 9   |  |  | Maciej Rybus       | Terek Groznyj                   |
| 9   |  |  | Aleksandr Samedov  | Lokomotiv Mosca                 |
| 8   |  |  | Spartak Gogniev    | Ural                            |
| 8   |  |  | Vladislav Ignat'ev | Lokomotiv Mosca (2), Kuban' (6) |
| 8   |  |  | Baye Oumar Niasse  | Lokomotiv Mosca                 |
| 8   |  |  | Oleg Šatov         | Zenit San Pietroburgo           |
| 8   |  |  | Zé Luís            | Spartak Mosca                   |